# ون جیکوبسن

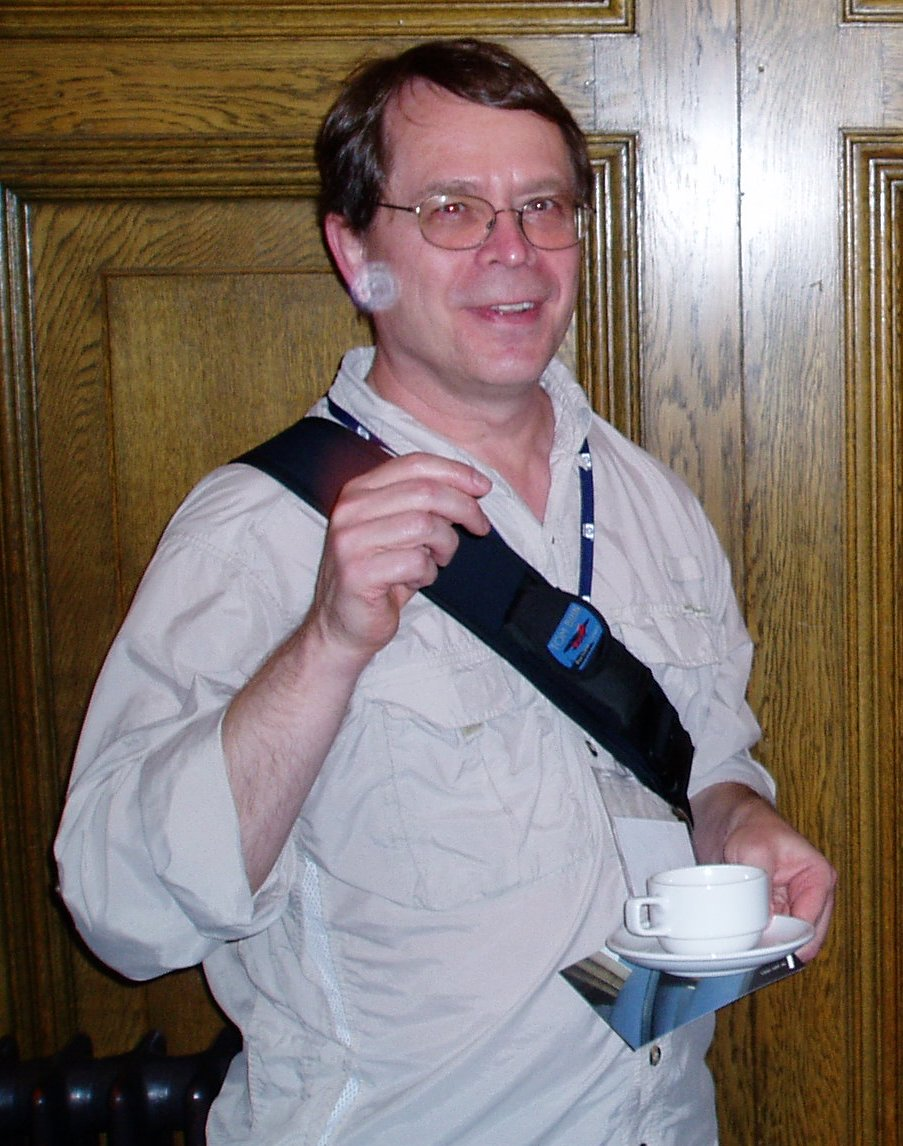
ون جیکوبسن در ژانویه ۲۰۰۶

ون جیکوبسن (Van Jacobson) (متولد ۱۹۵۰)، یک دانشمند کامپیوتر آمریکایی است که به دلیل کارش روی عمل‌کرد و مقیاس بندی شبکه TCP/IP معروف است. او یکی از مشارکت‌کنندگان اساسی در پشته پروتوکول TCP/IP – بنیاد فناوری اینترنت امروزی – است. از سال ۲۰۱۳، جیکوبسن در دانشگاه کالیفرنیا، لس آنجلس (UCLA) استادیار است و روی «شبکه با داده‌های نامدار» کار می‌کند.

## زندگی ابتدائی و تحصیلات
جیکوبسن شاعری مدرن، فیزیک و ریاضیات خواند و از دانشگاه آریزونا کارشناسی ارشد در فیزیک و لیسانس در ریاضیات گرفت. او در لابراتوار لاورنس برکلی کارهای فارغ‌التحصیلی انجام داد.

## حرفه
کار او در طراحی مجدد الگوریتم‌های کنترل‌کننده تراکم در TCP/IP (الگوریتم جاکوبس) برای مدیریت بهتر تراکم گفته می‌شود اینترنت را از فروپاشی در اواخر دهه ۱۹۸۰ و اوایل دهه ۱۹۹۰ نجات داد. او همچنین به دلیل پروتوکول فشرده سازی هیدر TCP/IP توضیح داده شده در RFC 1144: هیدرهای فشرده سازی TCP/IP برای لینک‌های سریالی با سرعت کم که به نام Van Jacobson TCP/IP Header Compression یاد می‌شود، شناخته می‌شود.
او یکی از نویسندگان چندین ابزار تشخیصی شبکه پرکاربرد، از جمله traceroute, tcpdump و pathchar است. او در رهبری توسعه multicast backbone (MBone) و ابزار ملتی مدیا vic, vat و wb قرار داشت.
جیکوبسن بین سال‌های ۱۹۷۴ تا ۱۹۹۸ به عنوان دانشمند تحقیقی گروه کنترل زمان واقعی در لابراتوار لاورنس برکلی بود و بعداً رهبر گروه تحقیقی شبکه شد. او از سال ۱۹۹۸ میلادی تا ۲۰۰۰ در سیستم‌های سیسکو دانشمند ارشد بود. در سال ۲۰۰۰ وی دانشمند ارشد Packet Design, Inc و در سال ۲۰۰۲ برای یک اسپین – آف، Precision I/O شد. او به عنوان یک همکار تحقیقاتی در اوت ۲۰۰۶ به PARC پیوست.
جیکوبسن در ژانویه ۲۰۰۶ در Linux.conf.au یک نظریه دیگر را در مورد بهبود عمل‌کردشبکه ارائه کرد که از آن زمان به عهد به نام network channels یاد می‌شود. جیکوبسن در اوت ۲۰۰۶ به عنوان بخشی از سخنانش در Google Tech Talks در مورد نظریاتش پیرامون Named data networking (NDN)، محور کارش در PARC، بحث کرد. ون جیکوبسن حالا با کنسرسیوم NDN تمویل شده توسط بنیاد ملی علوم کار می‌کند تا آینده اینترنت را کشف و ایجاد کند.

## جوایز و عضویت‌ها
ون جیکوبسن در سال ۱۹۹۵ همراه با همکارش استیفن مک کین در LBL، به دلیل توسعه نرم‌افزار toolpack که کنفرانس صوتی و تصویری چند جانبه را از طریق MBone (Multicast Backbone) امکان‌پذیر می‌کند، برنده جایزه R&D 100 مجله R&D شدند.
جیکوبسن در سال ۲۰۰۱ برای کارش، جایزه ACM SIGCOMM برای دستاورد یک عمر کار را «برای مشارکت در پروتوکول مدیریت مهندسی و تراکم» و در سال ۲۰۰۲ جایزه کامپیوتر و مخابرات IEEE کوجی کوبایاشی را دریافت کرد. او در سال ۲۰۰۴ میلادی به دلیل «سهمش در پروتوکول‌های شبکه، شامل پخش چندگانه و کنترل تراکم» به عنوان عضو آکادمی ملی مهندسی انتخاب شد.
در سال ۲۰۱۲، جیکوبسن از طرف انجمن اینترنت به تالار مشاهیر اینترنت معرفی شد.